# Коцовський Віталій Володимирович
Віта́лій Володи́мирович Коцо́вський (1998—2023) — український військовослужбовець, майор, заступник командира гірсько-штурмового батальйону 128-ї бригади, учасник російсько-української війни. Лицар ордена Богдана Хмельницького II та III ступеня (посмертно).

## Життєпис
Народився 8 лютого 1998 в містечку Ходорів на Львівщині.
Навчався в ЗОШ І—ІІІ ступенів № 3 ім. Героя України Романа Точина.
Навчався у Національній академії сухопутних військ імені Петра Сагайдачного.
У 2019 році підписав контракт із 128-ю гірсько-штурмовою бригадою «Закарпаття». Ще до початку повномасштабного вторгнення рф в Україну направлений на навчання в Національний університет оборони України ім. Івана Черняховського в м. Київ.
Майор, заступник командира гірсько-штурмового батальйону 128-ї бригади.

## Родина
Дядько Дробницький Михайло загинув 28 січня 2024.

## Загибель
Загинув 3 листопада 2023 року, близько 10:00, внаслідок ракетного удару російських окупантів із застосуванням «Іскандер-М» перед церемонією нагородження бійців бригади, що відбувалася на території прифронтової зони в селі Зарічному Запорізької області. Загинув разом із 19 співслубовцями.

## Нагороди
За час проходження служби нагороджений
- орденом Богдана Хмельницького III ступеня,
- заохочувальною відзнакою — медаль, як лейтенант, «За особливу службу» III ступеня,
- відзнакою командувача об'єднаних сил «Козацький хрест» II ступеня,
- «Почесною відзнакою батальйону».